# Rue Dauphine
Koordinaten: 48° 51′ N, 2° 20′ O
Die Rue Dauphine [ry dofiːn] (deutsch „Straße des Thronfolgers“) ist eine Straße im Quartier de la Monnaie im 6. Arrondissement von Paris.

## Lage
Die Rue Dauphine ist erreichbar mit der Metro , Station Odéon, wie auch mit der Linie , Station Pont-Neuf und den Buslinien Bus RATP 24, 27, 58, 86, 87.

## Namensursprung

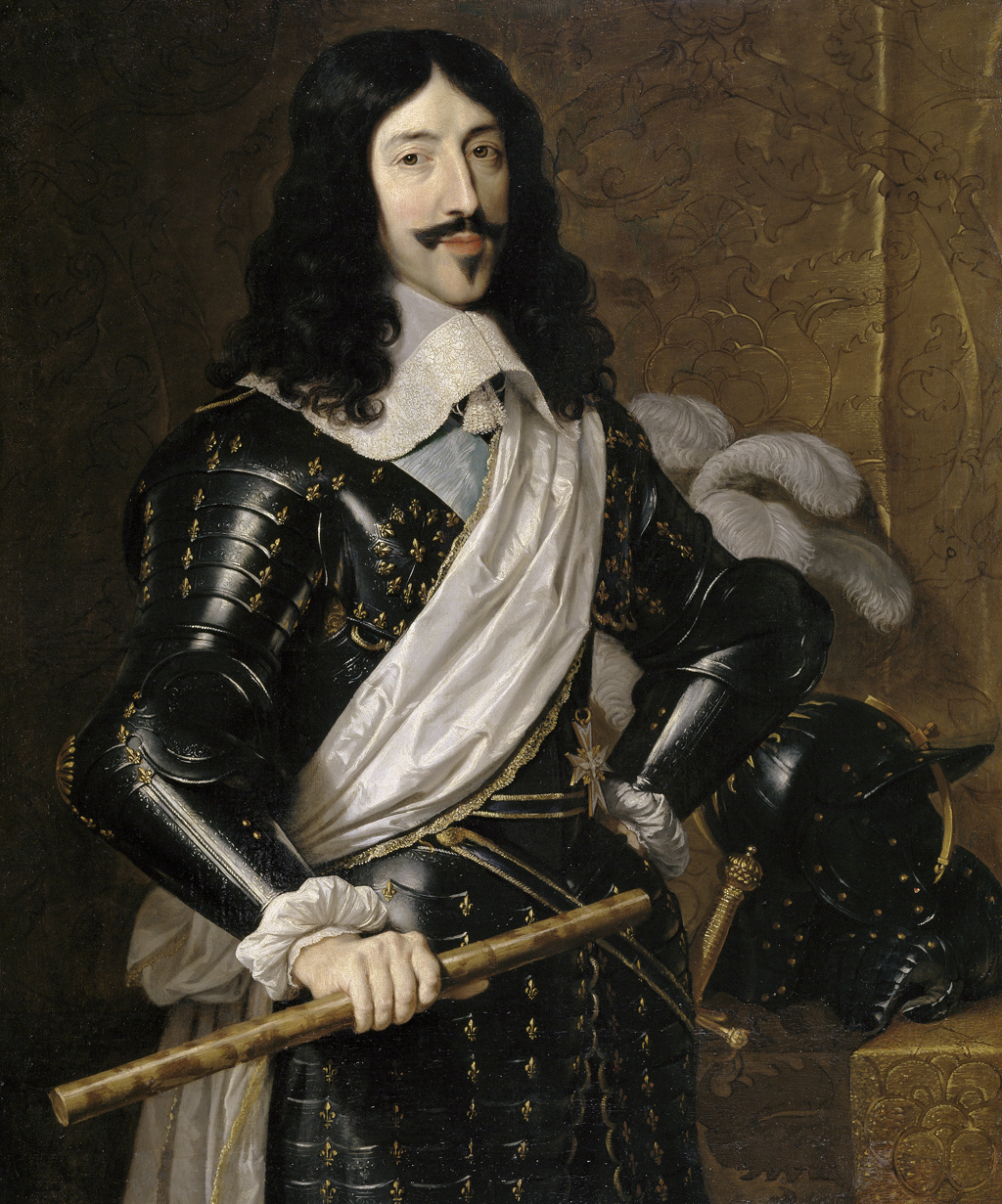
Portrait Louis XIII., Sohn Henri IV., von Philippe de Champaigne

Sie wurde im Jahre 1607 unter dem französischen König Heinrich IV. (1553–1610) erbaut. Benannt ist sie nach dem Dauphin (Adelstitel des Thronfolgers), dem lang ersehnten Sohn Heinrichs, der ihm auf dem französischen Thron als König Ludwig XIII. (1601–1643) folgte.

## Geschichte
Die Rue Dauphine wurde 1607 unter Heinrich IV. zwischen der Seine und der Stadtmauer von Philippe Auguste durch die Gärten des Couvent des Grands-Augustins angelegt. Die Mönche widersetzten sich der Enteignung ihres Landes, aber Henri IV. hätte sie mit der Drohung überzeugt, die Straße mit Kanonenfeuer zu öffnen.
1639 wurde die Rue Dauphine bis zur Kreuzung Carrefour de Buci verlängert. Dieser Anschluss wurde «Rue Neuve Dauphine» oder «petite-rue Dauphine» genannt.
Die Rue Dauphine wurde zur gleichen Zeit wie die Place Dauphine und der Pont Neuf gebaut, zu dem sie sich hin erstreckt. Im Jahre 1763 wurden die ersten Straßenlaternen auf der Rue Dauphine vom Oberstleutnant der Polizei Antoine de Sartine installiert. Am 27. Oktober 1792 wurde die ganze Straße in Rue de Thionville umbenannt, bevor sie 1814 wieder ihren alten Namen zurückerhielt.

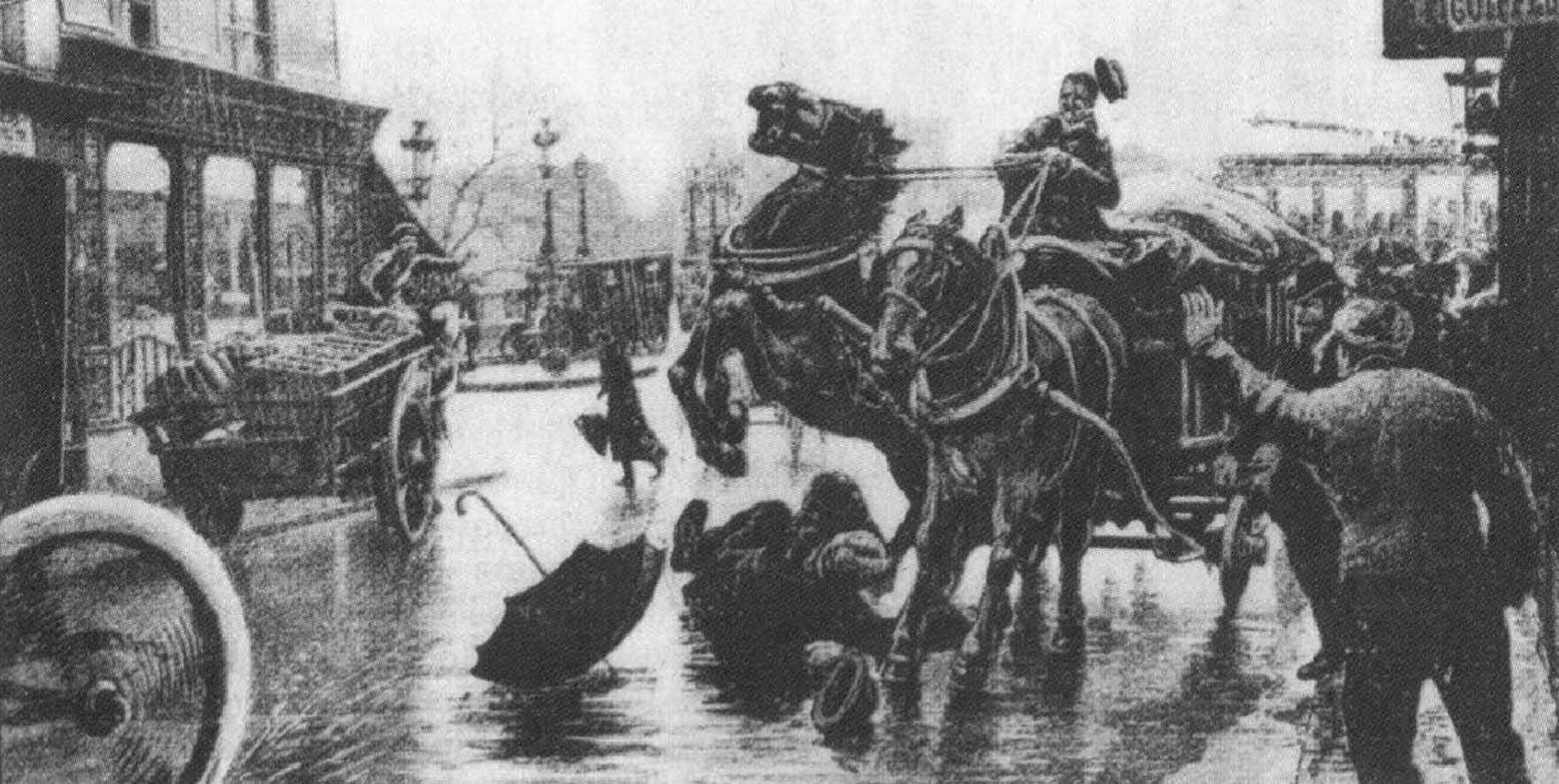
Zeitgenössische Illustration zum tödlichen Unfall von Pierre Curie in der Rue Dauphine unweit des Pont Neuf (1906)

Traurige Berühmtheit erlangte die Straße im Jahr 1906, als der Physik-Nobelpreisträger Pierre Curie (1859–1906) bei regnerischem Wetter hier ausrutschte, unter die Räder eines Lastfuhrwerkes geriet und noch am Unfallort starb.